# Pat Walsh (Rugbyspieler)
Patrick Timothy Walsh (* 6. Mai 1936 in Kaitaia, Neuseeland; † 23. November 2007 in Auckland, Neuseeland) war ein neuseeländischer Rugby-Union-Spieler auf der Position des Außendreiviertels, Innendreiviertels sowie Schlussmannes und nach seiner aktiven Laufbahn ein Rugbyfunktionär und -trainer. Hauptberuflich arbeitete er erst als Lehrer, dann als Einzelhandelskaufmann und zuletzt als Reisekaufmann.

## Biografie
Er ging in Auckland auf das Sacred Heart College und das Ardmore Teachers’ Training College zur Schule. Sein erster Rugbyverein war die Mannschaft des Südaucklander Ardmore Teachers’ Training College. Von dort aus schaffte er es mit 18 Jahren in die zweite Mannschaft der Auckland RFU. Später spielte er noch für die ebenfalls in Südauckland beheimateten Vereine Papakura RFC, Waiuku District RFC und Manurewa RFC. Als die Vereine der südlichen Vororte Aucklands sich 1955 von der Auckland RFU trennten und den Provinzverband Counties Manukau Rugby Union gründeten, war Ardmore ebenfalls dabei. Er wurde mit 19 Jahren der erste Nationalspieler des neuen Verbandes, nachdem man ihn im selben Jahr in die neuseeländische Nationalmannschaft (All Blacks) berufen hatte. Am 20. August gab er sein Länderspieldebüt als Innendreiviertel gegen Australien (Wallabies) im ersten Spiel um den Bledisloe Cup 1955. Das Spiel gewannen die All Blacks mit 16:8. In den beiden darauffolgenden Länderspielen gegen Australien lief er auf der Position des Schlussmannes auf. Durch zwei Siege und eine Niederlage konnten die All Blacks den Pokal erfolgreich verteidigen. Zuvor debütierte er bereits bei den New Zealand Māori, für die er aufgrund seiner māorischen Herkunft spielberechtigt war. Am Ende der Saison 1955 wurde er zum besten māoristämmigen Rugbyspieler des Jahres gekürt.
Walshs größter Triumph im Rugby folgte ein Jahr später, als er mit den All Blacks die Länderspielserie gegen die in Neuseeland tourende südafrikanische Nationalmannschaft (Springboks) für sich entscheiden konnte. Es war die erste Niederlage der Springboks in einer Länderspielserie überhaupt. Die Neuseeländer gewannen drei der vier Länderspiele und verloren eines. Walsh spielte in den ersten beiden Spielen als Schlussmann. Nach dem Auftaktsieg und der Niederlage im zweiten Spiel wurde er durch Don Clarke im dritten Spiel ersetzt. Er lief danach jedoch für die New Zealand Māori bei ihrer 0:37-Niederlage gegen Südafrika auf. Anschließend stand er im vierten Länderspiel der Tour als Innendreiviertel wieder in der Startaufstellung der Nationalmannschaft. Mit einem 11:5 besiegelten die All Blacks ihren Sieg in der Länderspielserie 1956.
1957 und 1958 verteidigte Walsh mit den All Blacks erfolgreich den Bledisloe Cup gegen Australien. Außerdem führte er die Mannschaft der New Zealand Māori 1958 als Kapitän auf ihrer Tour in Australien an. In diesem Jahr wurde er erneut zum besten māoristämmigen Rugbyspieler gewählt. Auf der Tour der British Lions in Neuseeland 1959 spielte er im ersten Länderspiel für die All Blacks gegen die Lions. Die Neuseeländer gewannen die Partie denkbar knapp mit 18:17. Des Weiteren war er wieder Kapitän der New Zealand Māori in ihrem Spiel gegen die Lions. Als deren Kapitän gelang ihm auch ein Sieg gegen Frankreich 1961.
Wegen seiner Māoriherkunft durfte er 1960 nicht an der All-Black-Tour in Südafrika teilnehmen, da das dortige Apartheidsregime Māori verbot in Südafrika Rugby mit und gegen Weiße zu spielen, was der neuseeländische Rugbyverband New Zealand Rugby Football Union (NZRU) sowie die neuseeländischen Regierungen, trotz teils heftiger Kritik, bis Ende der 1960er Jahre akzeptierten. Von 1961 bis 1962 spielte er für die Auckland RFU und war an ihrer damaligen Rekordverteidigung des Ranfurly Shields beteiligt (1960–1963: 25 Spiele).
Mit den All Blacks tourt er 1963/64 in Europa. Durch eine schwere Verletzung am Bein kam er nur zu zwölf Einsätzen, von denen keiner ein Länderspiel war. Die Verletzung war so gravierend, dass die Ärzte anfangs prognostiziert hatten, dass er nie wieder wird gehen können. Diese Prognose bestätigte sich zwar nicht, dennoch musste er vom aktiven Rugbysport zurücktreten. Danach engagierte er sich als Rugbyfunktionär beim Manurewa RFC, beim Provinzverband Counties Manukau sowie bei der NZRU und trainierte Counties Manukau.
Walsh verstarb am 23. November 2007 im Alter von 71 Jahren in Auckland an Krebs.